# Joey O'Brien
Joseph Martin "Joey" O'Brien, född 17 februari 1986 i Dublin, är en irländsk fotbollsspelare som spelar för Shamrock Rovers. Han har tidigare spelat för West Ham United, Sheffield Wednesday och Bolton Wanderers, samt gjort några matcher för det irländska fotbollslandslaget.